# Alexis de Castillon
Marie-Alexis de Castillon, wicehrabia de Saint-Victor (ur. 13 grudnia 1838 w Chartres, zm. 5 marca 1873 w Paryżu) – francuski kompozytor.

## Życiorys
Muzyki uczył się początkowo w katedrze w Chartres. W 1856 roku został posłany do Akademii Wojskowej w Saint-Cyr, w 1861 roku przerwał jednak naukę, by poświęcić się muzyce. Studiował u Victora Masségo, a od 1868 roku u Césara Francka. Walczył jako żołnierz w wojnie francusko-pruskiej (1870–1871), jednak z powodu słabego stanu zdrowia został zdemobilizowany i odesłany do domu. Między 1872 a 1873 rokiem przebywał na kuracji w Pau, zmarł niedługo po powrocie do Paryża.
W 1871 roku wraz z Romainem Bussine’em, Henri Duparkiem i Camille Saint-Saënsem powołał do życia Société Nationale de Musique, którego został sekretarzem.

## Twórczość
Jego muzyka mieści się w nucie późnoromantycznym. Dorobek kompozytorski Castillona obejmuje 5 ostatnich lat jego życia, większość swoich wcześniejszych kompozycji sam zniszczył. Uprawiał mało popularne ówcześnie we Francji gatunki kameralne i symfoniczne. Jego dzieła cechują się skupioną ekspresją oraz indywidualnymi cechami fakturalnymi i harmonicznymi. Wywarł wpływ na dzieła wokalne Duparka, Chaussona i Faurégo. Chociaż utwory Castillona cieszyły się uznaniem środowiska artystycznego, nie zyskały sobie popularności wśród publiczności.
Skomponował m.in. 2 symfonie (1865, 1872), uwerturę symfoniczną Torquato Tasso (1871), Koncert fortepianowy (1872), Kwintet fortepianowy (1870), 2 kwartety smyczkowe (1867), Kwartet fortepianowy (1870), 2 tria fortepianowe (1870), Sonatę na skrzypce i fortepian (1870), 2 suity fortepianowe (1869, 1870), 24 pensées fugitives na fortepian (1872–1873), cykl pieśni solowych Six poésies d’Armand Silvestre (1868–1873), Paraphrase du psaume LXXXIV na głosy solowe, chór i orkiestrę do słów Louis Galleta, mszę weselną Missa nuptialis (1872, niedokończona). Dokonał także orkiestracji utworów Franza Schuberta i Roberta Schumanna.